# Aleksandr Krivosjein
Aleksandr Vasiljevitsj Krivosjein (Russisch: Александр Васильевич Кривошеин; Warschau, 19 juli 1859 – Berlijn, 28 oktober 1921) was een Russische monarchistische politicus en hij diende als minister van Regulering van het Grondbezit onder premier Pjotr Stolypin.

## Biografie

### Vroege jaren
Aleksandr Krivosjein werd geboren in het Russische Congres-Polen dat een kweekschool vormde voor nationalistische Russische ambtenaren. Hij stond bekend als een intelligente, verfijnde en listige man.
Krivosjein raakte in zijn jeugd bevriend met zonen van machtige Russische ministers die hem vervolgens hielpen met aantrekkelijke functies. In 1905 wist hij in de kringen van Dmitri Trepov, de privésecretaris van tsaar Nicolaas II, door te dringen. Een jaar later volgde een eerste ontmoeting tussen de keizer en Krivosjein. Wij wist de nodige rijkdom te vergaren door in te trouwen in de familie Morozov, die de erfgenamen waren van een groot textielimperium.

### Ministerschap
In 1905 groeide Krivosjein uit tot een belangrijk steunpunt van de Doema-nationalisten en rees zijn ster in de Russische politiek. Hij verkreeg in 1908 de positie van minister van Regulering van het Grondbezit. Zijn ministerie stimuleerde Russische boeren zich in het Verre Oosten te vestigen. Hierbij had Krivosjein belang bij de veiligheid in het grensgebied tussen het Verre Oosten en Mantsjoerije.
Krivosjein was een voorstander van goede betrekkingen met Duitsland en was aanvankelijk een tegenstander van een oorlog tegen de Triple Alliantie. Na de dood van Stolypin veranderde hij echter van gedachten. In 1912-1913 steunde hij de agressieve Balkanpolitiek van Vladimir Soechomlinov en sprak hij uit dat het "tijd was om niet langer terug te deinzen voor de Duitsers". In 1913 leidde Krivosjein ook een campagne voor herziening van het tariefverdrag tussen Rusland en Duitsland.
Hij opende in 1913 ook een landbouwtentoonstelling in Kiev en hield hier een korte toespraak. Hij verklaarde hierin dat het pas goed zou gaan met Rusland als er een einde kwam aan de schadelijke scheiding tussen wij (de overheid) en zij (de samenleving). Historicus Christopher Clark typeerde hem hierdoor als een geduchte combinatie van technocratisch modernisme, populisme, landbouw-sectoralisme, parlementair gezag en steeds oorlogszuchtigere opvattingen in buitenlandse aangelegenheden. Hij was dan ook in dat jaar uitgegroeid tot een burgerminister met de beste connecties en de meeste macht.
Ten tijde van de Julicrisis, in aanloop naar het uitbreken van de Eerste Wereldoorlog was hij voorstander van een harde opstelling van Rusland ten opzichte van Oostenrijk-Hongarije. Krivosjein was zich wel bewust van het feit dat het Russische leger niet opgewassen zou zijn tegen de legers van Duitsland en Oostenrijk.

### Laatste jaren
In 1915 ontsloeg tsaar Nicolaas II Krivosjein toen hij zich uitsprak tegen het feit dat de tsaar zelf persoonlijk het commando over het Russische leger op zich wilde nemen. Na de Oktoberrevolutie koos hij de zijde van de Witten en diende hij in het vrijwillgersleger en vocht hij tegen het Rode Leger op de Krim. Nadat de Witten de oorlog dreigden te verliezen ging Krivosjein in ballingschap in Parijs.
- Gemeinsame Normdatei: 119230259
- International Standard Name Identifier: 0000 0000 8243 4013
- Library of Congress Control Number: nr93048358
- Nederlandse Thesaurus van Auteursnamen: 070621217
- Système universitaire de documentation: 075112124
- Virtual International Authority File: 59889809
- WorldCat: E39PBJtcJTfHPfbT6YD4cQ8grq